# Ion Ionescu
Ion Gheorghe Ionescu (* 5. April 1938 in Bukarest) ist ein ehemaliger rumänischer Fußballspieler und -trainer. Er bestritt insgesamt 233 Spiele in der rumänischen Divizia A, der deutschen Fußball-Bundesliga und der belgischen Eerste Klasse. Außerdem nahm er an den Olympischen Spielen 1964 teil.

## Karriere als Spieler

### Verein
Ion Ionescu begann mit dem Fußballspielen im Alter von zehn Jahren in seiner Heimatstadt Bukarest bei Locomotiva (später Rapid Bukarest). Nachdem er Ende der 1950er-Jahre zwischenzeitlich für die Lokalrivalen TAROM und Știința gespielt hatte, kehrte er im Jahr 1960 zu Rapid zurück, das in den 1960er-Jahren zu den besten rumänischen Klubs zählte. Dort konnte er neben der Meisterschaft im Jahr 1967 – die erste Meisterschaft in der Vereinsgeschichte – zwei Pokalsiege in den Jahren 1963 und 1966 feiern.
Im Sommer 1968 erhielt Ionescu die Gelegenheit, nach Deutschland zu wechseln und schloss sich Alemannia Aachen an, das seinerzeit in der Fußball-Bundesliga spielte. In den zwei Jahren, die er für die Alemannia spielte, bestritt er 46 Begegnungen und erzielte dabei zehn Tore. In der Saison 1968/69 half er mit, den größten Erfolg der Aachener Vereinsgeschichte zu erreichen – die Vizemeisterschaft hinter dem FC Bayern München. In der folgenden Spielzeit folgte allerdings der Absturz und die Alemannia stieg aus der Bundesliga ab.
Nach Saisonende kehrte Ionescu nach Rumänien zurück und spielte kurz für Crișul Oradea, konnte aber auch hier den Abstieg nicht vermeiden. Ionescu wechselte erneut ins Ausland in die belgische Tweede Klasse zu Cercle Brügge. Nach dem Aufstieg in die Eerste Klasse kam er dort kaum noch zum Einsatz und beendete im Jahr 1972 seine Karriere.

### Nationalmannschaft
Ion Ionescu kam in 24 Spielen der rumänischen Nationalmannschaft zum Einsatz und erzielte fünf Treffer. Sein Debüt war am 23. Dezember 1962 gegen Marokko. Im Jahr 1964 stand er im Kader für das Fußballturnier der Olympischen Spiele in Tokio und kam in den Spielen gegen Iran, Mexiko und Ungarn zum Einsatz, wobei er gegen Mexiko ein Tor erzielen konnte.

## Karriere als Trainer
In der Saison 1980/81 war Ionescu Cheftrainer von Gloria Buzău in der Divizia A. In der Saison 1980/81 betreute Ionescu seinen alten Verein Rapid Bukarest in der Divizia B.

## Erfolge
- Teilnehmer an Olympischen Spielen: 1964 (Platz 5)
- Rumänischer Meister: 1966/67
- Torschützenkönig der Rumänischen Meisterschaft: 1962/63, 1965/66
- Balkanpokalsieger: 1964, 1966
- Deutscher Vizemeister: 1969